# Wightman Cup

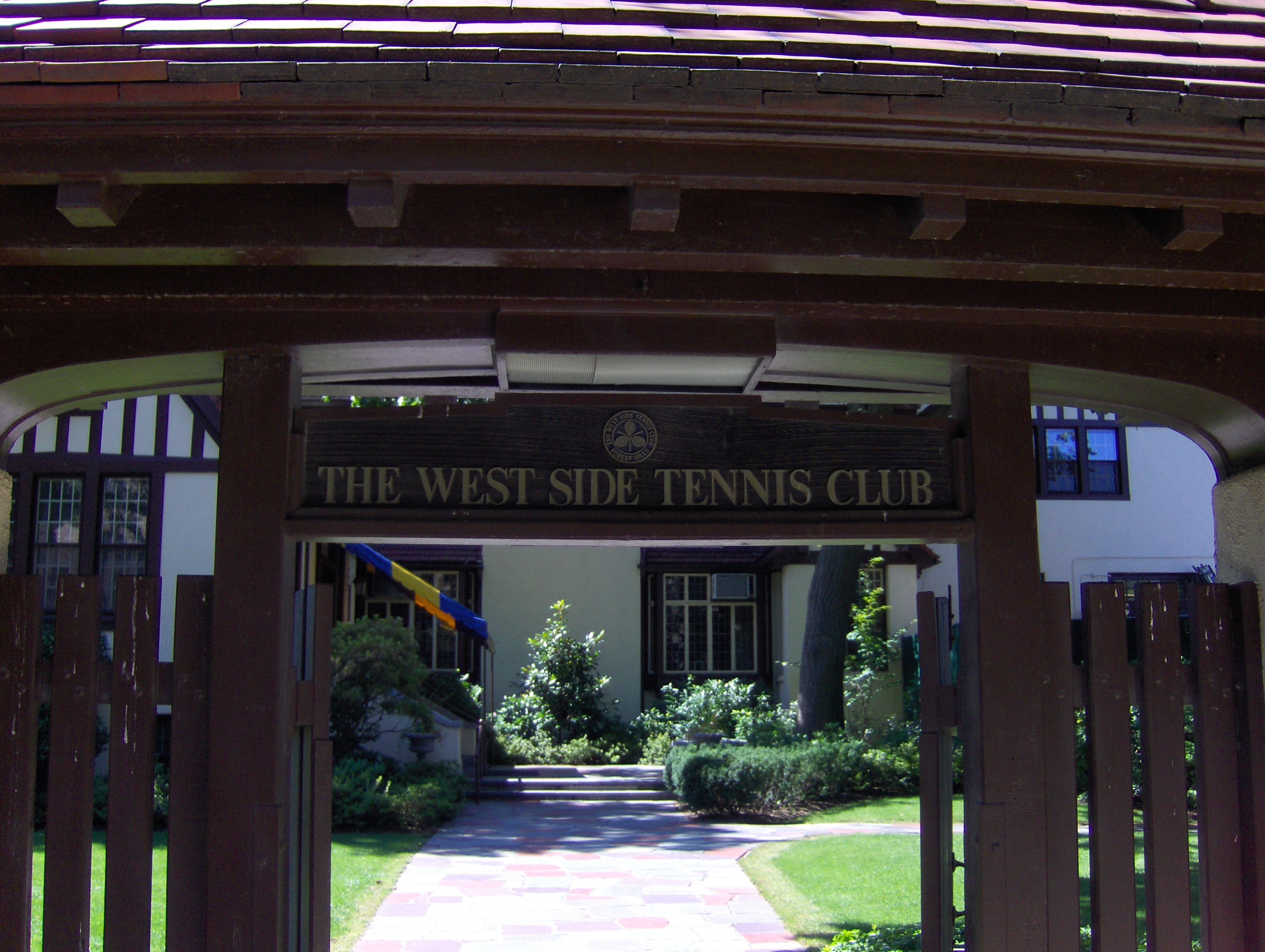
West Side Tennis Club, Forest Hills

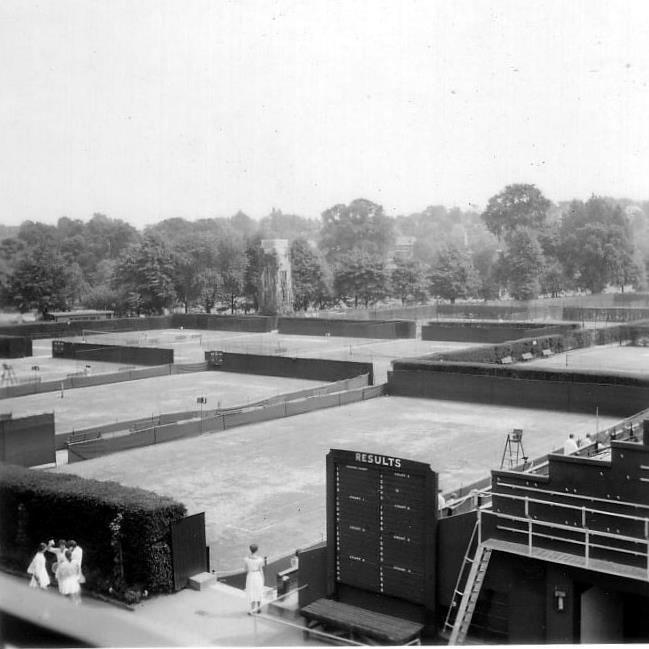
All England Club, Wimbledon (1960–1975)

| Habituées De volgende speelsters namen het vaakst deel aan dit toernooi: \| aantal malen \| speelster \| \| ------------ \| ----------------------- \| \| 21 \| Virginia Wade \| \| 13 \| Ann Haydon-Jones \| \| 13 \| Chris Evert \| \| 12 \| Helen Hull Jacobs \| \| 11 \| Christine Truman \| \| 10 \| Anne Hobbs \| \| 10 \| Billie Jean King \| \| 10 \| Doris Hart \| \| 10 \| Helen Wills-Moody \| \| 10 \| Jo Durie \| \| 10 \| Louise Brough \| \| 10 \| Margaret Osborne-duPont \| \| 10 \| Sarah Palfrey \| \| 10 \| Sue Barker \| |                         |
| aantal malen | speelster               |
| 21 | Virginia Wade           |
| 13 | Ann Haydon-Jones        |
| 13 | Chris Evert             |
| 12 | Helen Hull Jacobs       |
| 11 | Christine Truman        |
| 10 | Anne Hobbs              |
| 10 | Billie Jean King        |
| 10 | Doris Hart              |
| 10 | Helen Wills-Moody       |
| 10 | Jo Durie                |
| 10 | Louise Brough           |
| 10 | Margaret Osborne-duPont |
| 10 | Sarah Palfrey           |
| 10 | Sue Barker              |

De Wightman Cup was een jaarlijks toernooi voor landenteams in het vrouwentennis, tussen teams uit de Verenigde Staten en Groot-Brittannië. Het werd georganiseerd van 1923 tot en met 1989 (behalve tijdens de Tweede Wereldoorlog). Beide landen waren om het andere jaar gastheer voor dit toernooi. Met 21 deelnames is de Britse Virginia Wade de speelster die het vaakst meedeed.

## Ontstaansgeschiedenis
De Amerikaanse speelster Hazel Hotchkiss-Wightman wilde graag internationale belangstelling voor het vrouwentennis opwekken, zoals de Davis Cup dit deed voor de mannen. In 1920 schonk zij een zilveren vaas aan de United States Lawn Tennis Association (USLTA) als trofee voor een internationaal landenteamtoernooi voor vrouwen. De eerste pogingen om teams van over de gehele wereld erbij te betrekken, met name Frankrijk met Suzanne Lenglen, bleken niet succesvol als gevolg van financiële beperkingen. De USLTA besloot ten slotte, Groot-Brittannië uit te nodigen om te strijden voor deze prijs. Veertig jaar later (in 1963) lukte het de ITF wel om zestien landen bijeen te krijgen, waarmee de Federation Cup van start ging.

## Toernooi-opzet
Elke ontmoeting bestond uit zeven rubbers: vijf in het enkelspel en twee in het dubbelspel. De beste twee speelsters van elk team kwamen tegen elkaar uit in het enkelspel, en vervolgens nogmaals met de opponenten gekruist. De derde speelsters van beide teams speelden dan nog één enkelspelpartij. In het dubbelspel vonden twee wedstrijden plaats, waaraan twee dubbelspelkoppels uit ieder team deelnamen – geen enkele speelster mocht meer dan één dubbelspelwedstrijd spelen. Elk team diende dus uit minimaal vier speelsters te bestaan. Het toernooi werd traditioneel afgesloten met de dubbelspelpartij tussen de beste paren van ieder team.

## Plaats van handeling
De eerste ontmoeting werd gehouden op 11 en 13 augustus 1923, in het kort daarvoor nieuw gebouwde stadion van de West Side Tennis Club in Forest Hills, New York. In de even jaren werd gespeeld in Groot-Brittannië en in de oneven jaren in de VS. De Amerikaanse wedstrijden werden in het begin altijd gespeeld op de West Side Tennis Club in Forest Hills, vanaf het eerste jaar, 1923, tot en met 1947. De Britse wedstrijden vonden plaats op de All England Lawn Tennis and Croquet Club in Wimbledon, vanaf het eerste jaar, 1924, tot en met 1972. Tot en met 1960 werden alle edities van de Wightman Cup gespeeld op gras, in latere jaren ook op gravel, hardcourt en tapijt. Het toernooi bleef een tweedaags evenement tot 1967, toen de Amerikaanse editie werd verspreid over drie dagen om meer inkomsten te genereren. Een recordaantal van 16.000 toeschouwers bezocht dat jaar de wedstrijden. De Britse uitvoering werd in 1978 verplaatst naar de overdekte banen van de Royal Albert Hall in Londen, het werd voor de eerste keer gesponsord en de Carnation Wightman Cup genoemd.

## Beëindiging van de Wightman Cup
De landenontmoetingen werden voortgezet tot en met 1989. De USTA en de Britse Lawn Tennis Association kondigden op 20 februari 1990 gezamenlijk aan dat het toernooi voor onbepaalde tijd werd opgeschort, verwijzend naar de afgenomen publieke interesse na jaren van Amerikaanse dominantie (de Britten hadden in 1978 voor het laatst gewonnen).

## Lijst van landenontmoetingen (61)
Totaalscore:  51 – 10 
| jaar      | locatie en ondergrond                             | Amerikaans team | Brits team                                                                                        | score                                        |
| --------- | ------------------------------------------------- | --- | ------------------------------------------------------------------------------------------------- | -------------------------------------------- |
| 1923      | Forest Hills, NY, VS gras                         | Helen Wills Molla Bjurstedt-Mallory Eleanor Goss Hazel Hotchkiss-Wightman                                           | Kitty McKane Mabel Clayton Geraldine Beamish Phyllis Covell                                       | 7–0                                          |
| 1924      | Wimbledon, Engeland gras                          | Helen Wills Molla Bjurstedt-Mallory Eleanor Goss Marion Jessup Hazel Hotchkiss-Wightman                             | Phyllis Covell Kitty McKane Geraldine Beamish Dorothy Shepherd Barron Evelyn Colyer               | 1–6                                          |
| 1925      | Forest Hills, NY, VS gras                         | Molla Bjurstedt-Mallory Helen Wills Eleanor Goss May Sutton-Bundy Mary Browne                                       | Kitty McKane Joan Fry Dorothea Douglass-Chambers Ermyntrude Harvey Evelyn Colyer                  | 3–4                                          |
| 1926      | Wimbledon, Engeland gras                          | Elizabeth Ryan Mary Browne Marion Jessup Eleanor Goss                                                               | Joan Fry Kitty McKane Godfree Dorothy Shepherd Barron Dorothea Douglass-Chambers Evelyn Colyer    | 4–3                                          |
| 1927      | Forest Hills, NY, VS gras                         | Helen Wills Molla Bjurstedt-Mallory Helen Hull Jacobs Eleanor Goss Charlotte Hosmer Chapin Hazel Hotchkiss-Wightman | Joan Fry Kitty McKane Godfree Betty Nuthall Gwendolyn Sterry Betty Hill Ermyntrude Harvey         | 5–2                                          |
| 1928      | Wimbledon, Engeland gras                          | Helen Wills Molla Bjurstedt-Mallory Helen Hull Jacobs Eleanor Goss Penelope Anderson                                | Phoebe Holcroft-Watson Eileen Bennett Betty Nuthall Ermyntrude Harvey Peggy Saunders              | 3–4                                          |
| 1929      | Forest Hills, NY, VS gras                         | Helen Wills Helen Hull Jacobs Edith Cross Hazel Hotchkiss-Wightman                                                  | Phoebe Holcroft-Watson Betty Nuthall Peggy Michell Phyllis Howkins Covell Dorothy Shepherd Barron | 4–3                                          |
| 1930      | Wimbledon, Engeland gras                          | Helen Wills-Moody Helen Hull Jacobs Sarah Palfrey Edith Cross                                                       | Joan Fry Phoebe Holcroft-Watson Phyllis Mudford Ermyntrude Harvey Kitty McKane Godfree            | 3–4                                          |
| 1931      | Forest Hills, NY, VS gras                         | Helen Wills-Moody Helen Hull Jacobs Anna Harper Sarah Palfrey Hazel Hotchkiss-Wightman                              | Phyllis Mudford Betty Nuthall Dorothy Round Dorothy Shepherd Barron Eileen Bennett Whittingstall  | 5–2                                          |
| 1932      | Wimbledon, Engeland gras                          | Helen Hull Jacobs Helen Wills-Moody Anna Harper Sarah Palfrey                                                       | Dorothy Round Eileen Bennett Whittingstall Phyllis Mudford Peggy Michell Betty Nuthall            | 4–3                                          |
| 1933      | Forest Hills, NY, VS gras                         | Helen Hull Jacobs Sarah Palfrey Carolin Babcock Alice Marble Marjorie Gladman                                       | Dorothy Round Margaret Scriven Betty Nuthall Mary Heeley Freda James                              | 4–3                                          |
| 1934      | Wimbledon, Engeland gras                          | Sarah Palfrey Helen Hull Jacobs Carolin Babcock Josephine Cruickshank                                               | Dorothy Round Margaret Scriven Betty Nuthall Nancy Lyle Evelyn Dearman Kitty McKane Godfree       | 5–2                                          |
| 1935      | Forest Hills, NY, VS gras                         | Helen Hull Jacobs Ethel Arnold Sarah Palfrey Dorothy Andrus Carolin Babcock                                         | Kay Stammers Dorothy Round Phyllis Mudford Freda James Nancy Lyle Evelyn Dearman                  | 4–3                                          |
| 1936      | Wimbledon, Engeland gras                          | Helen Hull Jacobs Sarah Palfrey Fabyan Carolin Babcock Marjorie Gladman Van Ryn                                     | Kay Stammers Dorothy Round Mary Hardwick Nancy Lyle Evelyn Dearman Freda James                    | 4–3                                          |
| 1937      | Forest Hills, NY, VS gras                         | Alice Marble Helen Hull Jacobs Sarah Palfrey Fabyan Marjorie Gladman Van Ryn Dorothy Bundy                          | Mary Hardwick Kay Stammers Margot Lumb Evelyn Dearman Joan Ingram Freda James                     | 6–1                                          |
| 1938      | Wimbledon, Engeland gras                          | Alice Marble Helen Wills-Moody Sarah Palfrey Fabyan Dorothy Bundy                                                   | Kay Stammers Margaret Scriven Margot Lumb Freda James Evelyn Dearman Joan Ingram                  | 5–2                                          |
| 1939      | Forest Hills, NY, VS gras                         | Alice Marble Helen Hull Jacobs Sarah Palfrey Fabyan Dorothy Bundy Mary Arnold                                       | Mary Hardwick Kay Stammers Valerie Scott Betty Nuthall Nina Brown Freda James Hammersley          | 5–2                                          |
| 1940–1945 | geen toernooi, wegens de Tweede Wereldoorlog      | geen toernooi, wegens de Tweede Wereldoorlog                                                                        | geen toernooi, wegens de Tweede Wereldoorlog                                                      | geen toernooi, wegens de Tweede Wereldoorlog |
| 1946      | Wimbledon, Engeland gras                          | Pauline Betz Margaret Osborne Louise Brough Doris Hart                                                              | Jean Bostock Kay Stammers Menzies Joan Curry Mary Halford Betty Passingham Molly Lincoln          | 7–0                                          |
| 1947      | Forest Hills, NY, VS gras                         | Margaret Osborne Louise Brough Doris Hart Patricia Todd                                                             | Jean Bostock Kay Stammers Menzies Betty Hilton Joy Gannon Jean Quertier                           | 7–0                                          |
| 1948      | Wimbledon, Engeland gras                          | Margaret Osborne-duPont Louise Brough Doris Hart Patricia Todd                                                      | Jean Bostock Betty Hilton Joy Gannon Kay Stammers Menzies Molly Lincoln Blair                     | 6–1                                          |
| 1949      | Haverford, PA, VS gras                            | Doris Hart Margaret Osborne-duPont Beverly Baker Shirley Fry Gussie Moran Patricia Todd                             | Jean Walker-Smith Betty Hilton Jean Quertier Molly Lincoln Blair Kay Tuckey                       | 7–0                                          |
| 1950      | Wimbledon, Engeland gras                          | Margaret Osborne-duPont Doris Hart Louise Brough Patricia Todd                                                      | Betty Hilton Joan Curry Jean Walker-Smith Jean Quertier Kay Tuckey                                | 7–0                                          |
| 1951      | Chestnut Hill, MA, VS gras                        | Doris Hart Shirley Fry Maureen Connolly Patricia Todd Nancy Chaffee                                                 | Jean Quertier Jean Walker-Smith Kay Tuckey Pat Ward Joy Gannon Mottram                            | 6–1                                          |
| 1952      | Wimbledon, Engeland gras                          | Doris Hart Maureen Connolly Shirley Fry Louise Brough                                                               | Jean Quertier Rinkel Jean Walker-Smith Susan Partridge Helen Fletcher Joy Gannon Mottram Pat Ward | 7–0                                          |
| 1953      | Rye, NY, VS gras                                  | Maureen Connolly Doris Hart Shirley Fry Louise Brough                                                               | Angela Mortimer Helen Fletcher Jean Quertier Rinkel Anne Shilcock                                 | 7–0                                          |
| 1954      | Wimbledon, Engeland gras                          | Maureen Connolly Doris Hart Louise Brough Margaret Osborne-duPont                                                   | Helen Fletcher Anne Shilcock Angela Buxton Patricia Ward                                          | 6–0                                          |
| 1955      | Rye, NY, VS gras                                  | Doris Hart Louise Brough Dorothy Head-Knode Margaret Osborne-duPont Shirley Fry                                     | Angela Mortimer Shirley Bloomer Angela Buxton Patricia Ward                                       | 6–1                                          |
| 1956      | Wimbledon, Engeland gras                          | Louise Brough Shirley Fry Dorothy Head-Knode Beverly Baker-Fleitz                                                   | Angela Mortimer Angela Buxton Shirley Bloomer Patricia Ward                                       | 5–2                                          |
| 1957      | Edgeworth, PA, VS gras                            | Althea Gibson Dorothy Head-Knode Darlene Hard Louise Brough Margaret Osborne-duPont                                 | Shirley Bloomer Christine Truman Ann Haydon Sheila Armstrong Anne Shilcock                        | 6–1                                          |
| 1958      | Wimbledon, Engeland gras                          | Althea Gibson Dorothy Head-Knode Mimi Arnold Karol Fageros Janet Hopps                                              | Shirley Bloomer Christine Truman Ann Haydon Anne Shilcock Patricia Ward                           | 3–4                                          |
| 1959      | Edgeworth, PA, VS gras                            | Beverly Baker-Fleitz Darlene Hard Sally Moore Jeanne Arth Janet Hopps                                               | Angela Mortimer Christine Truman Ann Haydon Shirley Brasher                                       | 4–3                                          |
| 1960      | Wimbledon, Engeland gras                          | Karen Hantze Darlene Hard Janet Hopps Dorothy Head-Knode                                                            | Ann Haydon Christine Truman Angela Mortimer Shirley Brasher                                       | 3–4                                          |
| 1961      | Chicago, IL, VS gravel                            | Karen Hantze Billie Jean Moffitt Justina Bricka Margaret Osborne-duPont Margaret Varner                             | Christine Truman Ann Haydon Angela Mortimer Deidre Catt                                           | 6–1                                          |
| 1962      | Wimbledon, Engeland gras                          | Darlene Hard Karen Hantze-Susman Nancy Richey Margaret Osborne-duPont Margaret Varner Billie Jean Moffitt           | Christine Truman Ann Haydon Deidre Catt Elizabeth Starkie                                         | 4–3                                          |
| 1963      | Cleveland, OH, VS hardcourt (i)                   | Darlene Hard Billie Jean Moffitt Nancy Richey Donna Floyd Fales                                                     | Ann Haydon-Jones Christine Truman Deidre Catt Elizabeth Starkie                                   | 6–1                                          |
| 1964      | Wimbledon, Engeland gras                          | Nancy Richey Billie Jean Moffitt Carole Caldwell Donna Floyd Fales                                                  | Deidre Catt Ann Haydon-Jones Elizabeth Starkie Angela Mortimer                                    | 5–2                                          |
| 1965      | Cleveland, OH, VS hardcourt (i)                   | Billie Jean Moffitt Nancy Richey Carole Caldwell-Graebner Karen Hantze-Susman                                       | Ann Haydon-Jones Elizabeth Starkie Virginia Wade Nell Truman                                      | 5–2                                          |
| 1966      | Wimbledon, Engeland gras                          | Nancy Richey Billie Jean King Mary-Ann Eisel Jane Albert                                                            | Ann Haydon-Jones Virginia Wade Winnie Shaw Rita Bentley Elizabeth Starkie                         | 4–3                                          |
| 1967      | Cleveland, OH, VS hardcourt (i)                   | Billie Jean King Nancy Richey Rosie Casals Mary-Ann Eisel Carole Caldwell-Graebner                                  | Virginia Wade Ann Haydon-Jones Christine Truman Winnie Shaw Joyce Williams                        | 6–1                                          |
| 1968      | Wimbledon, Engeland gras                          | Nancy Richey Mary-Ann Eisel Jane Bartkowicz Stephanie DeFina Kathleen Harter                                        | Christine Truman Janes Virginia Wade Winnie Shaw Nell Truman                                      | 3–4                                          |
| 1969      | Cleveland, OH, VS hardcourt (i)                   | Julie Heldman Nancy Richey Jane Bartkowicz Mary-Ann Curtis Valerie Ziegenfuss                                       | Virginia Wade Winnie Shaw Christine Truman Janes Nell Truman                                      | 5–2                                          |
| 1970      | Wimbledon, Engeland gras                          | Billie Jean King Nancy Richey Julie Heldman Mary-Ann Curtis Jane Bartkowicz                                         | Virginia Wade Ann Haydon-Jones Joyce Williams Winnie Shaw                                         | 4–3                                          |
| 1971      | Cleveland, OH, VS hardcourt (i)                   | Chris Evert Julie Heldman Kristy Pigeon Mary-Ann Curtis Valerie Ziegenfuss Carole Caldwell-Graebner                 | Winnie Shaw Virginia Wade Joyce Williams Christine Truman Janes Nell Truman                       | 4–3                                          |
| 1972      | Wimbledon, Engeland gras                          | Wendy Overton Chris Evert Patti Hogan Valerie Ziegenfuss                                                            | Joyce Williams Virginia Wade Corinne Molesworth Winnie Shaw Nell Truman                           | 5–2                                          |
| 1973      | Chestnut Hill, MA, VS gras                        | Chris Evert Patti Hogan Linda Tuero Marita Redondo Jeanne Evert                                                     | Virginia Wade Veronica Burton Glynis Coles Lindsey Beaven Lesley Charles                          | 5–2                                          |
| 1974      | Queensferry, Wales hardcourt (i)                  | Julie Heldman Janet Newberry Jeanne Evert Betsy Nagelsen Mona Schallau                                              | Virginia Wade Glynis Coles Sue Barker Lesley Charles                                              | 1–6                                          |
| 1975      | Cleveland, OH, VS hardcourt (i)                   | Mona Schallau Chris Evert Janet Newberry Julie Anthony                                                              | Virginia Wade Glynis Coles Sue Barker Ann Haydon-Jones                                            | 2–5                                          |
| 1976      | Crystal Palace, Londen, Engeland hardcourt (i)    | Chris Evert Rosie Casals Terry Holladay Mona Guerrant Ann Kiyomura                                                  | Virginia Wade Sue Barker Glynis Coles Lesley Charles Sue Mappin                                   | 5–2                                          |
| 1977      | Oakland, CA, VS hardcourt (i)                     | Chris Evert Billie Jean King Rosie Casals JoAnne Russell                                                            | Virginia Wade Sue Barker Michelle Tyler Lesley Charles Sue Mappin                                 | 7–0                                          |
| 1978      | Royal Albert Hall, Londen, Engeland hardcourt (i) | Chris Evert Pam Shriver Tracy Austin Billie Jean King                                                               | Sue Barker Michelle Tyler Virginia Wade Anne Hobbs Sue Mappin                                     | 3–4                                          |
| 1979      | West Palm Beach, FL, VS hardcourt                 | Chris Evert-Lloyd Kathy Jordan Tracy Austin Ann Kiyomura Rosie Casals                                               | Sue Barker Anne Hobbs Virginia Wade Jo Durie Deborah Jevans                                       | 7–0                                          |
| 1980      | Royal Albert Hall, Londen, Engeland hardcourt (i) | Chris Evert-Lloyd Kathy Jordan Andrea Jaeger Rosie Casals Anne Smith                                                | Sue Barker Anne Hobbs Virginia Wade Glynis Coles                                                  | 5–2                                          |
| 1981      | Chicago, IL, VS hardcourt (i)                     | Tracy Austin Andrea Jaeger Chris Evert-Lloyd Pam Shriver Rosie Casals                                               | Sue Barker Anne Hobbs Virginia Wade Jo Durie Glynis Coles                                         | 7–0                                          |
| 1982      | Royal Albert Hall, Londen, Engeland hardcourt (i) | Barbara Potter Anne Smith Chris Evert-Lloyd Rosie Casals Sharon Walsh                                               | Sue Barker Virginia Wade Jo Durie Anne Hobbs                                                      | 6–1                                          |
| 1983      | Williamsburg, VA, VS hardcourt (i)                | Martina Navrátilová Kathy Rinaldi Pam Shriver Candy Reynolds Paula Smith                                            | Sue Barker Virginia Wade Jo Durie Annabel Croft                                                   | 6–1                                          |
| 1984      | Royal Albert Hall, Londen, Engeland hardcourt (i) | Chris Evert-Lloyd Alycia Moulton Barbara Potter Sharon Walsh                                                        | Anne Hobbs Annabel Croft Jo Durie Amanda Brown Virginia Wade                                      | 5–2                                          |
| 1985      | Williamsburg, VA, VS hardcourt (i)                | Chris Evert-Lloyd Kathy Rinaldi Pam Shriver Betsy Nagelsen Anne White                                               | Jo Durie Anne Hobbs Annabel Croft Virginia Wade                                                   | 7–0                                          |
| 1986      | Royal Albert Hall, Londen, Engeland hardcourt (i) | Kathy Rinaldi Stephanie Rehe Bonnie Gadusek Elise Burgin Anne White                                                 | Sara Gomer Annabel Croft Jo Durie Anne Hobbs                                                      | 7–0                                          |
| 1987      | Williamsburg, VA, VS hardcourt (i)                | Zina Garrison Lori McNeil Pam Shriver Gigi Fernández Robin White                                                    | Anne Hobbs Sara Gomer Jo Durie Clare Wood                                                         | 5–2                                          |
| 1988      | Royal Albert Hall, Londen, Engeland hardcourt (i) | Zina Garrison Patty Fendick Lori McNeil Betsy Nagelsen Gigi Fernández                                               | Jo Durie Monique Javer Sara Gomer Julie Salmon Clare Wood                                         | 7–0                                          |
| 1989      | Williamsburg, VA, VS hardcourt (i)                | Lori McNeil Jennifer Capriati Mary Joe Fernandez Betsy Nagelsen Patty Fendick                                       | Jo Durie Clare Wood Sara Gomer Anne Hobbs                                                         | 7–0                                          |

Het winnende team staat vetgedrukt.

## Bron
Dit artikel of een eerdere versie ervan is een (gedeeltelijke) vertaling van het artikel Wightman Cup op de Engelstalige Wikipedia, dat onder de licentie Creative Commons Naamsvermelding/Gelijk delen valt. Zie de bewerkingsgeschiedenis aldaar.